# Шеннон Бріґґз
Шеннон Бріґґз (англ. Shannon Briggs, 12 грудня 1971 Нью-Йорк) — американський боксер-професіонал. Срібний призер Панамериканських ігор 1991 року. Чемпіон США серед любителів 1992 року. Колишній чемпіон світу у важкій ваговій категорії за версією WBO (2006—2007).
Шеннон Бріґґз відомий своєю руйнівною сили штампування, яка принесла йому 27 нокаутів у перших раундах. Крім того, він мав принаймні 3 бої, де він збив противника менш ніж за 30 секунд.

## Кар'єра
Бріґґз почав свою професійну кар'єру в 1992 році. Виграв свої перші 25 боїв. Першої поразки зазнав 1996 року, програвши технічним нокаутом у третьому раунді досить посередньому боксеру, Дерролю Вільсону.
У листопаді 1997 він переміг за очками екс-чемпіона світу, майже 48-річного Джорджа Формана. Це був останній бій Формана в його кар'єрі.
У наступному бою, у березні 1998 року, зіткнувся з Ленноксом Льюїсом, який захищав пояс чемпіона WBC. Поєдинок завершився перемогою Льюїса в п'ятому раунді.
Цього ж року Бріґґз нокаутував Маркуса Ріда у першому раунді, але потім настав найгірший період у професійній кар'єрі. У єдиному бою в 1999 році ледве витримав 10 раундів із Франсуа Бота, Бій закінчився нічиєю. Через рік він зазнав поразки з середнім боксером, Седріком Поля, який з 18 поєдинків виграв лише 9.
Пізніше Бріґґз зміг вийти з кризи нокаутуючи своїх суперників у перших раундах, проте, це були менш відомі боксери.
У квітні 2002 зазнав четвертої поразки — з Джамілем Маклайном. З цього моменту всі бої вигравав достроково, у тому числі з екс-чемпіоном світу, 44-річним Реєм Мерсером.
4 листопада 2006 року він завоював пояс чемпіона організації WBO в досить незвичайних обставинах, перемігши Сергія Ляховича. Після 11 раундів, Ляхович у всіх трьох суддів вигравав за очками. Однак у дванадцятому раунді, Бріггз першим поклав суперника на дошки, а після відновлення бою нокаутував його у такий спосіб, білорус випав з рингу прямо на стіл суддів. Суддя зупинив бій за секунду до закінчення останнього, дванадцятого раунду. Якщо б Ляхович витримав до кінця поєдинку, то захистив би пояс чемпіона.
Бріггз втратив пояс вже у першому його захисті в бою з Султаном-Ахмедом Ібрахімовим. Спочатку бій повинен був відбутися 10 березня 2007, але був відкладений з приводу хвороби американця. Нарешті, поєдинок відбувся 2 червня. Після 12 раундів росіянин виграв одноголосним рішенням суддів.
16 жовтня 2010 програв за очками в Гамбурзі із Віталієм Кличком в бою за пояс чемпіона світу версії WBC. Хоча він і не був нокаутований, він отримав численні травми.
Після бою з  Віталієм Кличком, Шеннон Бріґґз був госпіталізований до реанімаційного відділення університетської клініки міста Гамбурга. В лікарні в Шеннона Бріґґза діагностували переломи стінок орбіт обох очей, окрім того, було встановлено, що він пошкодив зв'язки і м'язи руки.

## Поза рингом
За межами рингу Бріґґз також займається акторством. Він зробив свій телевізійний дебют у «New York Undercover» в 1995 році і з тих пір з'являвся в художніх фільмах «Bad Boys 2»  з Віллом Смітом і Мартіном Ловренсом — Transporter 2, і Wackness. Бріґґз також з'явився в альбомі групи Fugees — The Score.